# Metirosine
Metirosine (INN và BAN, α-Methyltyrosine, Metrosine USAN, AMPT) là một thuốc hạ huyết áp. Nó ức chế enzyme tyrosine hydroxylase, do đó tổng hợp catecholamine làm giảm lượng catecholamines dopamine, adrenaline và noradrenaline trong cơ thể.

## Sử dụng lâm sàng
Metirosine đã được sử dụng trong điều trị bệnh hồng cầu pheochromocytoma. Nó được chống chỉ định trpng việc điều trị cao huyết áp.
 Tuy nhiên, hiện nay nó hiếm khi được sử dụng trong y học, việc sử dụng chủ yếu của nó là trong nghiên cứu khoa học để điều tra tác động của sự suy giảm catecholamine đối với hành vi.